# 馬誠
馬誠（1425年—1484年），字純夫，四川成都府內江縣人，民籍，治《書經》，年四十歲中式天順八年甲申科第三甲第一百三十一名進士。十一月十五日生，行二，曾祖馬文質；祖馬子高；父馬惟和；母陳氏。慈侍下，妻鍾氏，繼妻羅氏；兄璠（義官），弟軒；綸（貢士）；紘；誼。由國子生中式四川鄉試第二十六名舉人，會試中式第八十四名。